# 今井春花
今井 春花（いまい さくら、1999年3月30日 - ）は、ウェザーマップ所属の気象予報士。

## 来歴・人物
埼玉県出身。立教大学現代心理学部映像身体学科卒業。
中学・高校時代はミュージカル部に所属していた。大学卒業後の2021年にアパレル企業に就職し、群馬県に配属される。気象予報士試験を受けようと決めて仕事を辞め、勉強に打ち込み、2022年8月に受けた試験で一発合格。10月に気象予報士登録。12月、ウェザーマップに所属。2023年よりテレビ朝日系列の朝の情報番組『グッド!モーニング』にお天気キャスターとして出演する。

## 出演
- 『グッド!モーニング』(平日・土曜版)（テレビ朝日、2023年10月2日 - ） - お天気キャスター（月・火・金・土曜）
- 『グッド!モーニング』（日曜版）（テレビ朝日・朝日放送テレビ・名古屋テレビ共同制作、2024年10月6日 - ） - お天気キャスター

## 書籍
- 『週間ヤングジャンプ 9号』（センターグラビア、2025年1月30日発売、集英社）[3]

## その他
- 一日警察署長 浦和東警察署（2024年4月5日）[4]